# Hadjira Oumouri
Hadjira Oumouri (geb. 1969, Foumbouni) ist eine Hebamme und Politikerin in den Komoren. Sie war von 2015 bis 2020 Abgeordnete in der Unionsversammlung (Parlament der Komoren) und damit erst die zweite Frau, welche in dieses Parlament gewählt worden ist.

## Leben

### Jugend und Ausbildung
Hadjira Oumouri wurde 1969 in Foumbouni geboren, einer Stadt auf der Insel Grande Comore in den Komoren. Ihr Vater, Mze Oumouri Wa Moindze, war ein prominenter Historiker von Grande Comore.
Nach dem Ende der weiterführenden Schule machte Oumouri eine Ausbildung als Hebamme in Moroni und in Mauritius.

### Karriere
Women’s health and rights
Oumouri wurde 1995 vom Bevölkerungsfonds der Vereinten Nationen (UNFPA) rekrutiert um für Familienplanung in der Region Mbadjini von Grande Comore zu arbeiten. Später wurde sie Direktorin der NGO ASCOBEF von 2001 bis 2014.
Sie engagierte sich auch für Frauenrechte, unter anderem durch die Organisation L’Réseau National Femmes et Développement. Sie gründete die Frauenvereinigung Femme en Mouvement in Mbadjini.
Politics
Die ehemalige Hebamme wurde letztlich stärker in die Lokalpolitik ihrer Kommune, Itsahidi, hineingezogen. Sie wollte Frauen stärker in der hauptsächlich von Männern dominierten Politik in ihrem Land vertreten. Sie wurde Bürgermeisterin ihrer Kommune von 2012 bis 2014.
Nach sieben Jahren mit der Partei Rassemblement pour une Initiative de Développement avec une Jeunesse Avertie (RIDJA) schloss sie sich im Vorfeld der Wahlen 2015 der Rassemblement Démocratique des Comores (RDC) an.
Als Mitglied der RDC, kandidierte sie für Itsahidi für die Unionsversammlung. Sie wurde als eine von nur zwei Mitgliedern ihrer Partei gewählt mit 64,91 % der Stimmen in ihrem Distrikt.
Oumouri war in dieser Legislaturperiode die einzige Frau im Parlament und erst die zweite Frau überhaupt nach Sittou Raghadat Mohamed.
In ihrer Zeit im Parlament kämpfte Oumouri um eine stärkere Beteiligung von Frauen in der Politik und brachte Gesetze ein, um Quoten für ernannte und gewählte Beamte einzuführen, sowie Gesetze zur Bekämpfung von sexueller Belästigung und Gewalt gegen Frauen.
Als Mitglied der PFPOI, einer Organisation von Politikerinnen in der Region des Indischen Ozeans arbeitete sie zusammen mit Kolleginnen in Madagaskar und Mauritius.
Oumouri sagte:

„Um die Wahrheit zu sagen, es war nicht einfach. Man weiß, dass Männer gerne für uns alle zusammen arbeiten. Aber ihren Platz einzunehmen ist schwierig. Sie geben ihre Positionen nicht auf, so, dass man danach suchen und sie sich schnappen muss.“

2019, nachdem Oumouri zugunsten des „enabling law“ stimmte, welches Präsident Azali Assoumani erweiterte Kompetenzen zugestand, wurde sie au ihrer Partei ausgeschlossen, welche damals zur Opposition gehörte. Sie kandidierte 2020 nicht mehr und Abdou-Rahim Mistoihi von der Convention for the Renewal of the Comoros folgte in ihrem Wahlkreis Itsahidi nach.